# Liste österreichischer Punkbands
Die Liste österreichischer Punkbands zählt namhafte österreichischer Musikgruppen aus dem Genre des Punk auf.
Die Liste österreichische Punkbands ist eine Unterseite der Liste österreichischer Rockbands. Zur Aufnahme müssen ein Wikipediaeintrag oder ein Beleg für überregionale Präsenz vorhanden sein. Ebenfalls ausreichend als Relevanzkriterium ist der Status einer Supergroup.
Die Sortierung ist alphabetisch angelegt, Artikel werden dabei nicht berücksichtigt.
| Name                                  | Gründung | Auflösung | Herkunft                | Genre(s)               |
| ------------------------------------- | -------- | --------- | ----------------------- | ---------------------- |
| 3 Feet Smaller                        | 2000     |           | Wien                    | Pop-Punk               |
| Alien Hand Syndrome                   | 2007     |           |                         | Post-Punk              |
| All Faces Down                        | 2010     |           | Wien                    | Post-Hardcore          |
| Antimaniax                            | 1998     |           | Graz                    | Punk                   |
| ASTPAI                                | 2001     |           | Wien                    | Punk                   |
| BHF                                   | 2007     | 2017      | Wiener Neustadt         | Hardcore Punk          |
| Bloodsucking Zombies from Outer Space | 2002     |           | Wien                    | Horrorpunk             |
| Blümchen Blau                         | 1981     | 1983      |                         | Neue Deutsche Welle    |
| Die Böslinge                          | 1979     | 1981      | Wien                    | Punk                   |
| Bust the Chain                        | 2003     |           | Wien                    | Hardcore Punk          |
| Chick Quest                           | 2014     |           | Wien                    | Post-Punk              |
| Chuzpe                                | 1977     |           |                         | Punk, NDW              |
| Collapsing New People                 | 2002     |           | Wien                    | Post-Punk              |
| Culk                                  | 2017     |           | Wien                    | Post-Punk              |
| Days in Paradise                      | 2006     | 2012      | Kirchbach in Steiermark | Pop-Punk               |
| Dead Nittels                          | 1980     |           | Wien                    | Punk                   |
| Deutsch-Österreichisches Feingefühl   | 1983     | 1985      | Wien                    | Neue Deutsche Welle    |
| Drahdiwaberl                          | 1969     | 2013      | Wien                    | Punk, Metal, NDH       |
| Duo505                                | 2001     |           | Wien                    | Electropunk            |
| E.M.S.                                | 1993     | 2002      | Waidhofen an der Ybbs   | Hardcore Punk          |
| Ephen Rian                            | 2004     |           | Großraming              | Post-Hardcore          |
| Estate                                | 1996     | 2007      | Linz                    | Post-Hardcore          |
| Fainschmitz                           | 2015     |           | Wien                    | Punk, Swing, Jazz, Pop |
| Five Minute Fall                      | 2010     |           | Salzburg                | Melodic Hardcore       |
| Franz Fuexe                           | 2012     |           | Niederösterreich        | Punk                   |
| Gogets                                | 2003     |           | Wien                    | Punk                   |
| Guadalajara                           | 1999     |           | Feldbach                | Ska-Punk               |
| Hallucination Company                 | 1977     |           | Wien                    | Punk, New Wave         |
| Homeless Kings                        | 2016     |           | Abtenau, Traunstein     | Punk                   |
| Kitty in a Casket                     | 2008     |           | Wien                    | Punk                   |
| Kontrastprogramm                      | 2005     | 2019      | Wien                    | Deutschpunk            |
| The Liberation Service                | 2009     | 2016      | Graz                    | Punk                   |
| Living Lâche                          | 2001     |           |                         | Folk-Punk              |
| Minisex                               | 1978     | 2009      | Wien                    | Neue Deutsche Welle    |
| Mono & Nikitaman                      | 2004     |           | Linz/Düsseldorf         | Punk/Reggae            |
| Mudfight                              | 2019     |           | Oberösterreich          | Punk                   |
| Naca7                                 | 1997     |           | Schwechat               | Hardcore Punk          |
| Novak’s Kapelle                       | 1967     | 1980      |                         | Proto-Punk             |
| Paddy Murphy                          | 2008     |           |                         | Folkpunk               |
| Pauls Jets                            | 2017     |           | Wien                    | Neue Deutsche Welle    |
| PBH Club                              | 2001     |           | Wien                    | Ska-Punk               |
| Ramazuri                              | 2003     | 2018      | Deutschkreutz           | Ska-Punk               |
| Red Lights Flash                      | 1997     | 2010      | Graz                    | Melodic Hardcore       |
| Rentokill                             | 1996     | 2012      | Wiener Neustadt         | Hardcore Punk          |
| Reverend Backflash                    | 2003     |           | Wien                    | Punk                   |
| Roy de Roy                            | 2008     |           | Wien                    | Folkpunk               |
| Skeptic Eleptic                       | 1999     | 2010      | St. Pölten              | Punk                   |
| Soupshop                              | 1999     |           | Wien                    | Ska-Punk               |
| Spider Crew                           | 1999     |           | Wien                    | Hardcore Punk          |
| Stahl                                 | 1996     | 2001      |                         | Funpunk                |
| Stupe-iT                              | 2002     |           | Wien                    | Punk                   |
| Sympathy for Nothing                  | 2006     |           | Schwanenstadt           | Melodic Hardcore       |
| Thirteen Days                         | 2008     |           | Klagenfurt              | Poppunk                |
| TNT Jackson                           | 1999     |           | Wien                    | Electropunk            |
| Tom Pettings Hertzattacken            | 1980     | 1985      |                         | Neue Deutsche Welle    |
| Das trojanische Pferd                 | 2007     |           | Wien                    | Punk                   |
| Turbobier                             | 2014     |           | Wien                    | Punk                   |
| Ultrawurscht                          | 2004     | 2013      | Oberösterreich/Bayern   | Grindcore              |
| Wiens No.1                            | 2001     |           | Wien                    | Oi!                    |
| Willi Warma                           | 1977     | 1983      | Linz                    | Punk                   |